# 卡萨里莱
卡萨里莱（義大利語：Casarile），是意大利米兰省的一个市镇。总面积7平方公里，人口3844人，人口密度549.1人/平方公里（2009年）。国家统计（ISTAT）代码为015055。